# Haigh (Wielki Manchester)
Haigh – wieś w Anglii, w hrabstwie ceremonialnym Wielki Manchester, w dystrykcie metropolitalnym Wigan. Leży 27 km na północny zachód od centrum miasta Manchester. W 2001 miejscowość liczyła 594 mieszkańców.